# Frankendamm (Stralsund)
Der Frankendamm ist eine Straße in den Stadtgebieten  Altstadt und Franken in Stralsund. Die Straße verbindet die Wasserstraße und den Frankenwall mit der Karl-Marx-Straße, der Werftstraße und der Greifswalder Chaussee. Die Klosterstraße, die Straßen Wulflamufer und Frankenhof, die Hafenstraße, Grünstraße, Quergasse, Otto-Voge-Straße, Fährhofstraße, Gartenstraße und die Straße Hühnerberg zweigen vom Frankendamm ab. Der Frankendamm gehört zum Randgebiet des UNESCO-Welterbes Historische Altstädte Stralsund und Wismar.

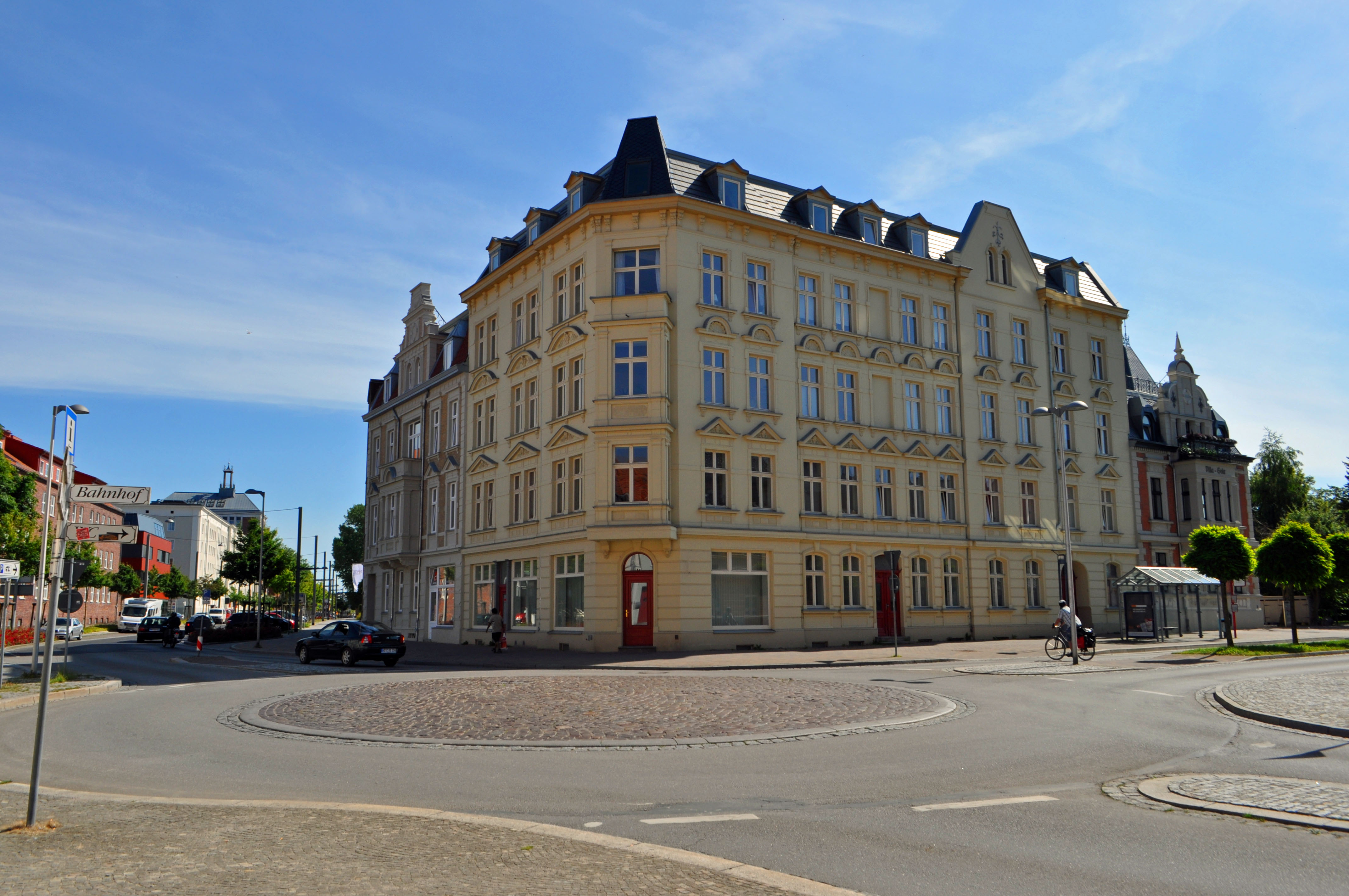
Blick in den Frankendamm in Stralsund (links, 2013)

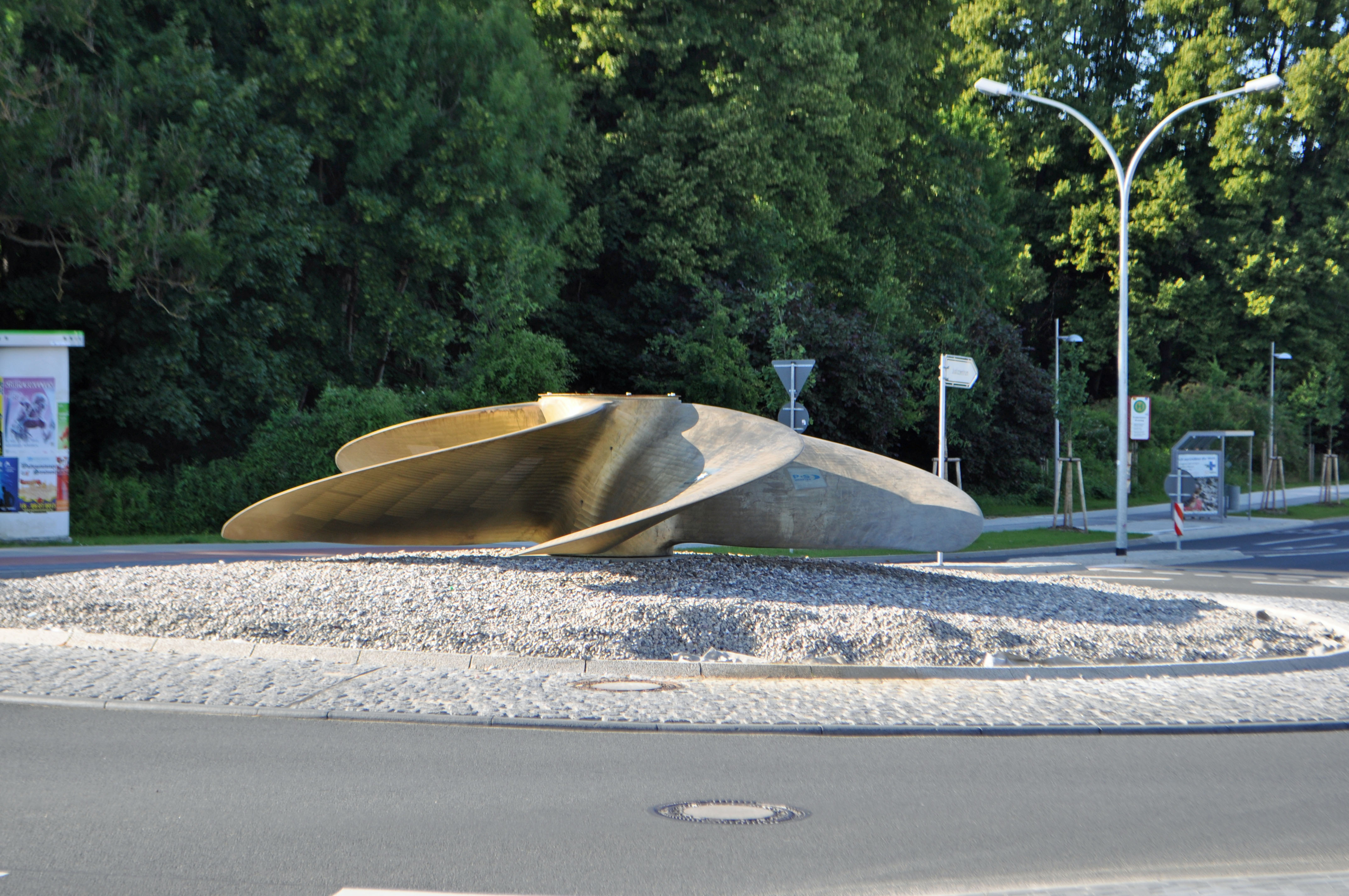
Schiffspropeller auf dem Kreisverkehr am Frankendamm (2013)

Der Name der Straße geht auf die Ratsfamilie Vranco zurück. Schon im Jahr 1317 ist die Existenz eines dammno Vranco bzw. Vrankendamm belegt. Bis zu einer umfassenden Reform der Straßennamen in Stralsund im Jahr 1869 hieß die Straße offiziell Am Landwege, zwischen der Wasserstraße bzw. dem Frankenwall bis zum Schlachthof hieß die Straße Frankenkronwerk. Vom 7. November 1953 an hieß die Straße nach Josef Stalin Stalinstraße; am 16. November 1961 erhielt sie auf der gesamten Länge den Namen Frankendamm zurück.
17 der Gebäude stehen unter Denkmalschutz (siehe auch Liste der Baudenkmale in Stralsund): die Häuser Frankendamm 1 / Frankenwall 27, Frankendamm 3 und Frankendamm 5, Frankendamm 10/12/14/16/18/20, Frankendamm 21, Frankendamm 22, Frankendamm 25, Frankendamm 29, Frankendamm 37, Frankendamm 40, Frankendamm 41, Frankendamm 49, Frankendamm 53, Frankendamm 58, Frankendamm 60, Frankendamm 67, Frankendamm 70, zudem der Alte Frankenfriedhof, die Mauer des Katholischen Friedhofs und der Neue Frankenfriedhof.
Am Frankendamm befinden sich das Stadion der Freundschaft und die beiden Frankenfriedhöfe. Von der vom Jahr 1877 an errichteten Frankenkaserne stehen nur noch wenige Gebäude, darunter ein seit 1955 als Hotel genutzter Teil des einstigen Hauptgebäudes.
Über den Frankendamm fuhr bis zu ihrer Stilllegung die Stralsunder Straßenbahn; daran erinnert ein kurzer Abschnitt mit Gleisen auf der Höhe Otto-Voge-Straße.